# Château de Courtrai (Lille)
Le château de Courtrai  est un ancien château fort construit à partir de 1299 au nord-est de  Lille sur ordre de Philippe le Bel après le siège de 1297 et progressivement démoli à partir de 1577.

## Origines
Au cours de la guerre de Flandre qui oppose le comté de Flandre au royaume de France à la fin du XIIIe siècle, Philippe le Bel, roi de France désireux d'affirmer son autorité sur ce territoire qui lui est pour partie vassal mais dans les faits jouit d'une indépendance prend possession des grandes villes de Flandre dont Lille en 1297 et fait construire dans trois d'entre-elles : Bruges, Courtrai et Lille des châteaux forts pour permettre de les contrôler. Les travaux sont entrepris à Lille à partir de 1299.

## Construction

### Emplacement et conséquences sur l'enceinte urbaine

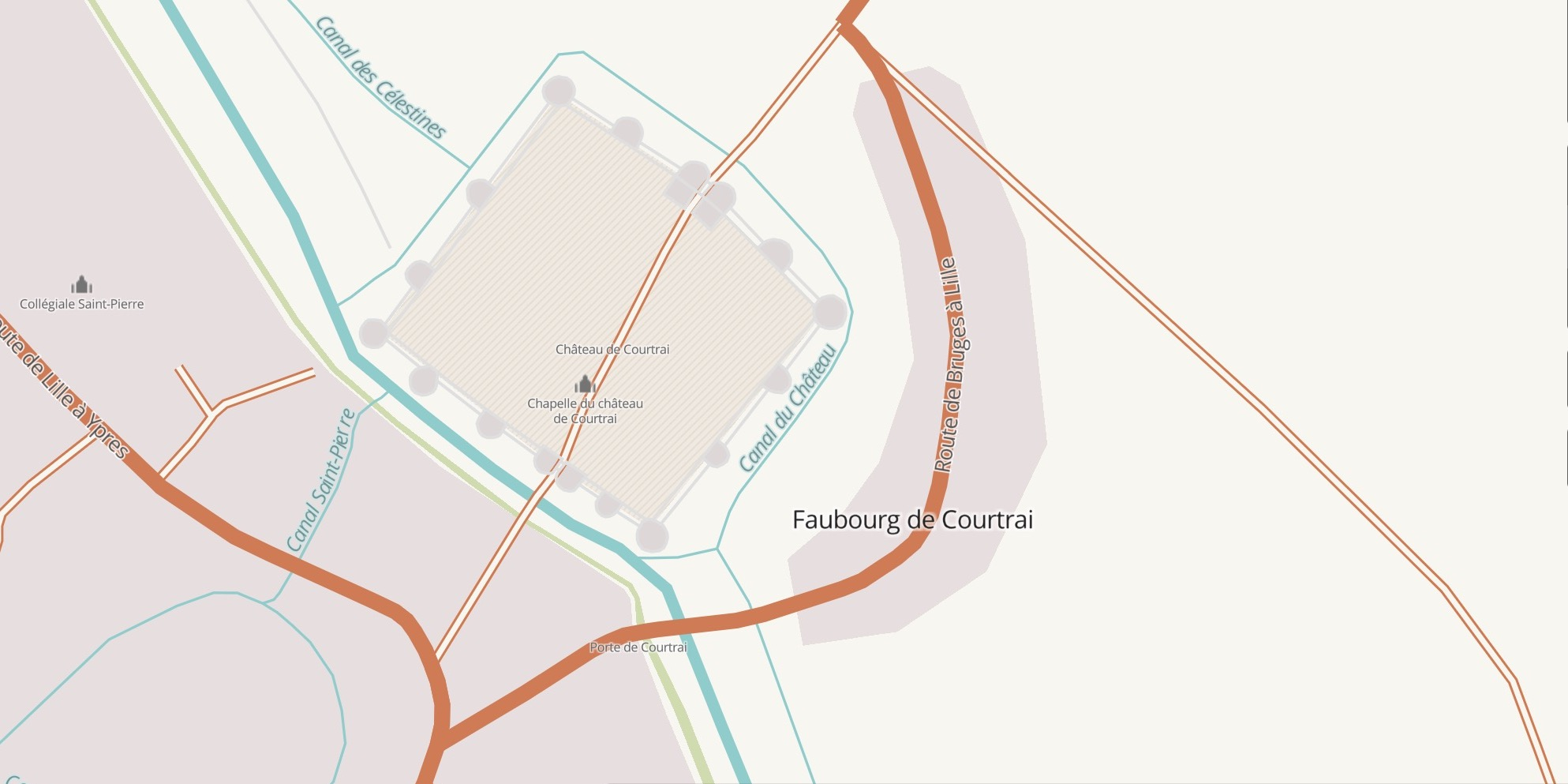
Plan schématique du château avec la nouvelle porte de Courtrai et le contournement du château.

Le château est situé au nord-est du rivage de la Basse-Deûle à l'emplacement du faubourg de Courtrai sur la route de Bruges (actuelle rue de Gand) devant la porte du même nom approximativement entre les actuelles rues des Tours, des Célestines et l'avenue du Peuple Belge, entrainant la destruction de l'ancien faubourg. La construction entraine la création d'une route contournant le château à l'est (actuelles rue Saint-Jacques, place aux Bleuets et rue de Courtrai) et la création d'une nouvelle porte de Courtrai sur cet axe.

### Structure
Le château englobe la route de Bruges dont le tracé, légèrement en biais par rapport à la Basse Deûle, conservé à l’intérieur de la forteresse entre ses deux portes, « porte de devant »  côté ville, « porte de derrière » côté campagne, est celui  de l’actuelle rue de Gand.
Sa forme est celle d’un quadrilatère irrégulier de 150 mètres sur 190 soit une surface intérieure de 2,95 hectares.
La largeur de ses courtines était comprise entre comprise entre 2,30 et 5 mètres. L’enceinte, flanquée de plusieurs tours dont le diamètre approchait 14 mètres était entourée d’un fossé alimenté par la Basse Deûle. Les deux portes de la forteresse étaient encadrées de tours et protégées par des pont-levis. Celui de la porte de devant se prolongeait  par un pont sur la Basse Deûle donnant accès à l’ancienne porte de Courtrai, devenue porte des chanoines, de l’enceinte de la ville près de la collégiale Saint-Pierre.
Dans les premiers temps, l’accès à la ville était commandé par les deux portes de la forteresse que les assaillants venus de Flandres auraient été contraints de franchir pour entrer à Lille.
La forteresse accaparant une des principales voies de pénétration constituait ainsi une puissante protection avancée de la ville.
La porte de Courtrai, qui figure sur le plan Deventer des années 1560, à l’angle de la rue Saint-Jacques et de la rue des Tours donnant accès à une voie contournant le château, sur le tracé des actuelles rues Saint-Jacques et de Courtrai, aurait été construite ultérieurement.
La porte de devant n’ayant pas fait l’objet de fouilles, son emplacement précis reste inconnu.
Le château comportait l'hôtel du gouverneur de la ville, le logement des militaires, des prisons, des magasins de réserves de vivres, des dépôts d’armements et de munitions. Les archives (Trésor des chartes)  étaient déposées dans une  de ses tours .

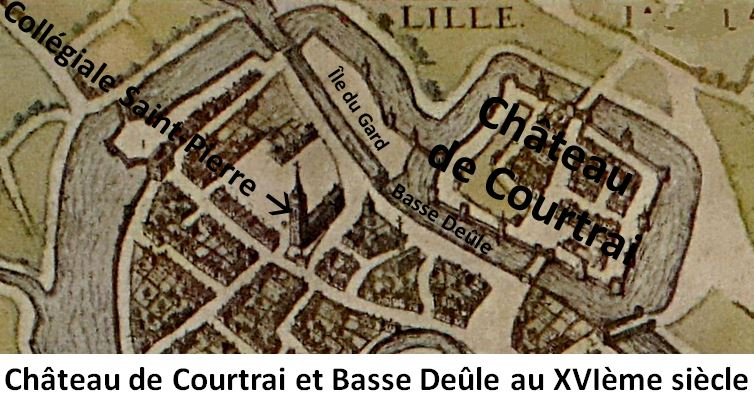
Basse Deûle et château de Courtrai vers 1560 (plan Deventer)
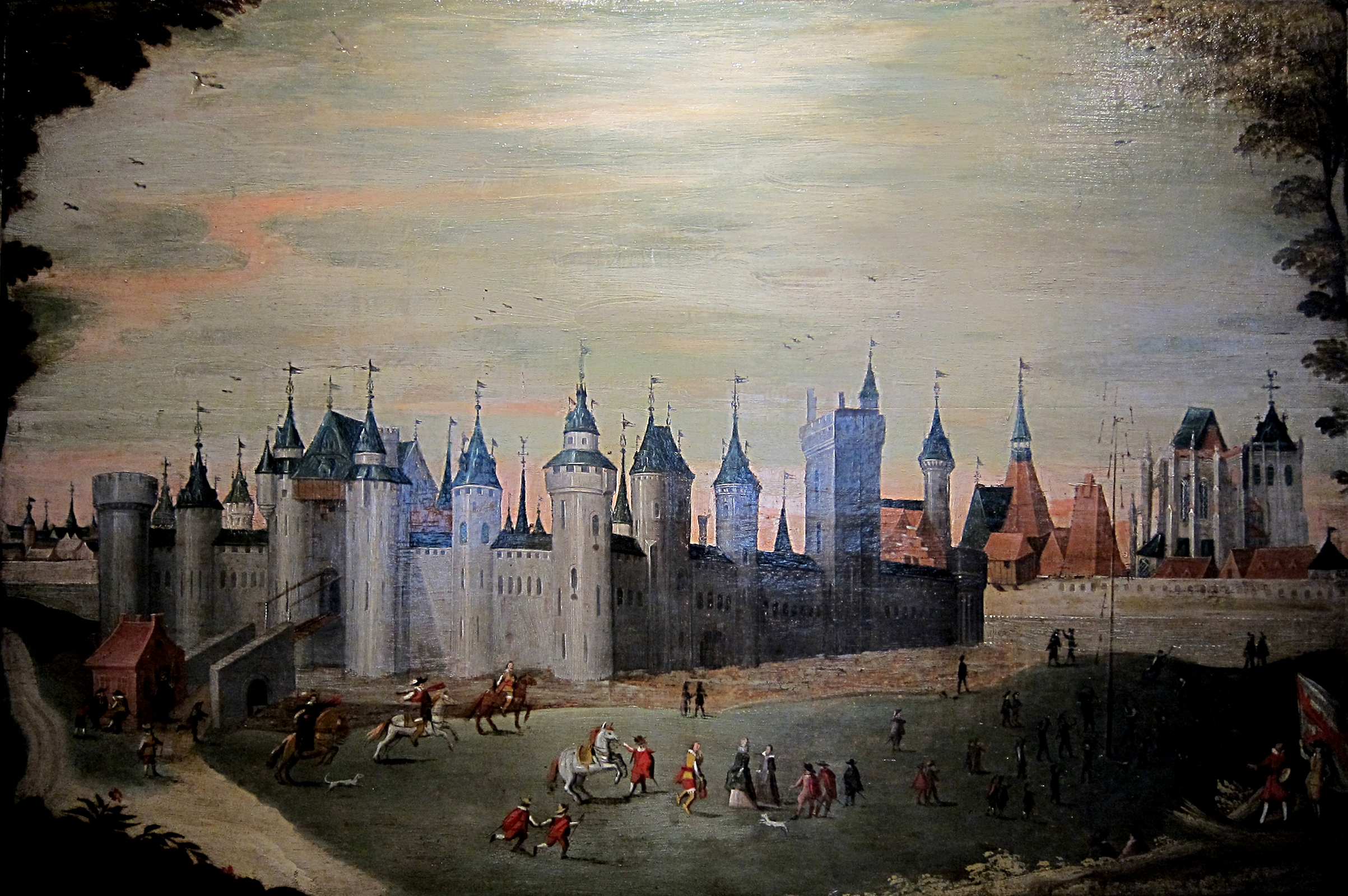
À gauche la porte côté campagne. À droite, en arrière-plan derrière l’enceinte de la ville le long de la basse Deûle, la collégiale Saint-Pierre, le château de la Salle, l'hospice Comtesse

## Démantèlement
Il est démantelé en 1577 à la demande du magistrat de Lille sur autorisation des États généraux, seul le mur côté ville est démoli, les autres fronts sont intégrés à l'enceinte urbaine. Le Magistrat établit un boulevard à la place pour ne pas  affaiblir la fortification. Le 17 mai 1579, le roi Philippe II reconnaît la cession du château à la  ville.
Le terrain de l'ancien château, sur lequel plusieurs rues sont ouvertes, est englobé en 1617 dans une nouvelle enceinte entre la porte de Gand et la porte de Roubaix agrandissant la ville .
Sa chapelle est conservée (ancienne chapelle Saint-Vital).
Le canal du pont de Flandre qui prenait naissance à l'abreuvoir Saint-Jacques (rue Saint-Jacques face à l'ancien rectorat), qui s'écoulait entre la rue des Tours et la rue de Courtrai et passait sous la rue de Gand pour se jeter dans la Basse Deûle à proximité de la rue Saint-Joseph est l'ancien fossé du château. Ce canal est entièrement recouvert vers 1900.
Après le démantèlement, l'hôtel du gouverneur est transféré dans l'hôtel de Santes, rue de l'Abbiette, actuelle rue de Tournai.

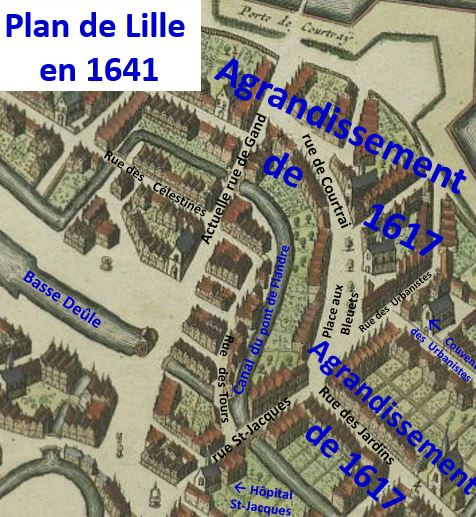
Territoire de l’ancien château de Courtrai sur plan de 1641
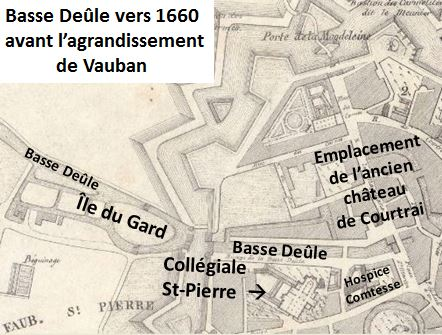
Territoire de l’ancien château en 1667